# Bernd Dittert
Bernd Dittert (Genthin, 6 febbraio 1961) è un ex ciclista su strada e pistard tedesco.

## Palmarès

### Olimpiadi
- 2 medaglie:
  - 1 oro (Barcellona 1992 nel ciclismo su strada - corsa a cronometro a squadre[1])
  - 1 bronzo (Seul 1988 nel ciclismo su pista - inseguimento individuale[2])